# Delle (España)
Delle es una aldea española situada en la parroquia de Ferreiros, del municipio de Paradela, en la provincia de Lugo, Galicia.

## Demografía
| Gráfica de evolución demográfica de Delle entre 2000 y 2020 |
|                                                             |
| Datos según el nomenclátor publicado por el INE.            |